# 榎本光祐
榎本 光祐（えのもと こうすけ、1988年10月2日 - ）は、日本の元ラグビー選手。

## プロフィール
- 福岡県出身[1]。
- 現役時代のポジションはスクラムハーフ(SH)。
- 身長 170cm、体重 75kg
- ニックネームはエノ。
- U19日本代表に選ばれたことがある[2]。

## 略歴
2007年、大分舞鶴高校卒業後、早稲田大学に入る。なお大分舞鶴高校時代、高校日本代表に選ばれたことがある。　
2011年、早稲田大学卒業後、コカ・コーラウエストレッドスパークス（現・コカ・コーラレッドスパークス）に加入。なお早稲田大学時代の同級生に有田隆平、坂井克行、中田英里、中濱寛造、宮澤正利、村田大志、山中亮平らがいる。また同年10月30日に行われたジャパンラグビートップリーグ第1節の近鉄ライナーズ戦に途中出場で公式戦初出場を果たした。
2016年、コカ・コーラレッドスパークスを退団。その後ニュージーランドへ留学。
2017年、近鉄ライナーズ(現・花園近鉄ライナーズ)に加入。
2018年、三菱重工相模原ダイナボアーズに加入。
2022年、現役を引退した。